# 매슈 세틀
매슈 세틀(Matthew Settle, 1969년 9월 17일 ~ )은 미국의 배우이다.

## 출연 작품

### 드라마
- 밴드 오브 브라더스
- 가십걸 시리즈